# Brandon Ruiz
Brandon Ruiz – amerykański zapaśnik. Srebrny medalista mistrzostw panamerykańskich z 2004. Cztery medale na mistrzostwach świata w NoGi-Grapplingu, złoto w 2011 roku. Walczy także w brazylijskim jiu-jitsu. Zdobył w sumie dziesięć medali na mistrzostwach świata w tych dyscyplinach. Uprawia judo i eskrima. Ukończył studia na Uniwersytecie Brighama Younga.